# NGC 4945
NGC 4945 is een balkspiraalstelsel in het sterrenbeeld Centaur. Het hemelobject ligt 17,2 miljoen lichtjaar van de Aarde verwijderd en werd op 29 april 1826 ontdekt door de Schotse astronoom James Dunlop. Het sterrenstelsel behoort tot de M83-groep, een cluster van 44 sterrenstelsels.

## Synoniemen
- ESO 219-24
- AM 1302-484
- IRAS 13025-4911
- PGC 45279